# Đền thờ Mặt Trời Konark
Đền thờ Mặt Trời Konark (tiếng Odia: କୋଣାର୍କ ସୂର୍ଯ୍ୟ ମନ୍ଦିର [koɳarkə]; còn được gọi là Konârak) là một đền thờ thần Mặt Trời được xây dựng vào thế kỷ 13  ở Konark, Orissa, phía Đông Ấn Độ. Nó được xây dựng bởi vua Narasimhadeva I của triều đại Đông Ganga khoảng năm 1250. Đền thờ được xây dựng theo hình dạng của một chiếc xe khổng lồ với bánh xe, cột trụ và các bức tường làm từ đá được chạm khắc rất tinh xảo. Một phần quan trọng của cấu trúc hiện nay chỉ còn là một đống đổ nát. Năm 1984, đền thờ đã được UNESCO công nhận là một Di sản thế giới, nằm trong Danh sách bảy kỳ quan tại Ấn Độ của NDTV và của Times.

## Tên nguyên
Tên Konark xuất phát từ sự kết hợp của ngôn ngữ tiếng Phạn, Kona (góc) và Arka (mặt trời), trong tham chiếu đến các ngôi đền được dành riêng cho thần Mặt Trời Surya.
Ngôi đền cũng được gọi là chùa Đen bởi các thủy thủ tới từ châu Âu. Ngược lại, Đền Jagannath ở Puri được gọi là chùa Trắng.

## Kiến trúc

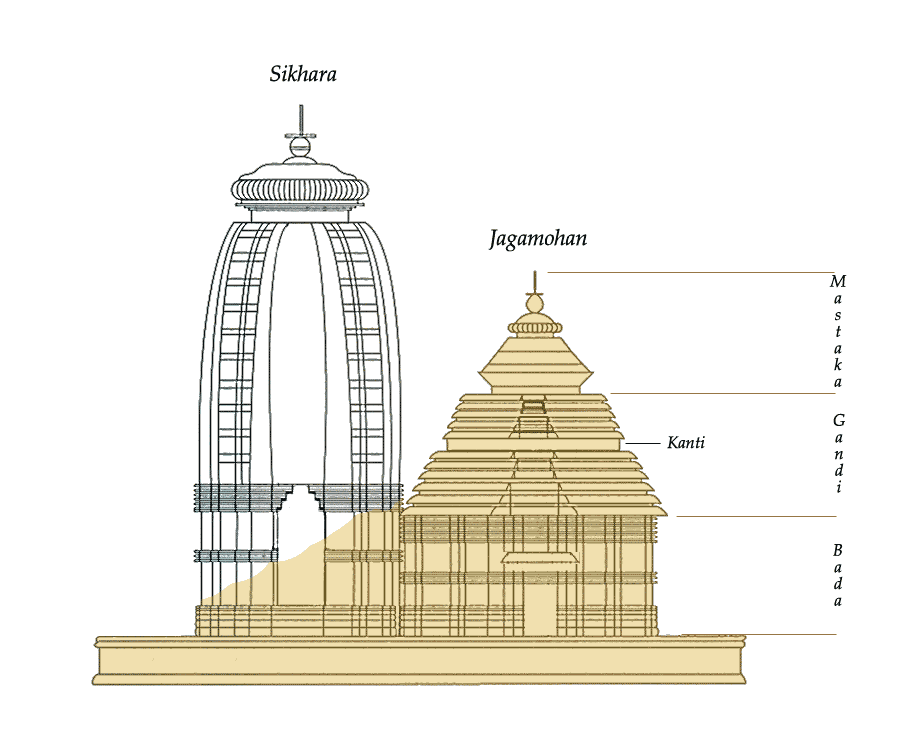
Đền thờ ban đầu so với các cấu trúc còn sót lại (màu vàng)

Bản vẽ của ngôi đền.

Ngôi đền được xây dựng tại cửa sông Chandrabhaga nhưng ngày nay mực nước đã bị rút đi. Đền thờ đã được xây dựng theo hình thức một chiếc xe ngựa khổng lồ của thần Mặt Trời Surya. Nó có mười hai cặp bánh đá chạm khắc công phu, một số trong số đó có đường kính lên tới 3 mét  và được kéo bởi bảy cặp ngựa. Ngôi dền được xây theo phong cách truyền thống của kiến trúc Kalinga và được định hướng một cách cẩn thận về phía đông để các tia nắng mặt trời đầu tiên vào lúc bình minh chiếu rọi vào lối vào chính. Ngôi đền sử dụng nguyên liệu là đá Khondalite để xây dựng.
Ngôi đền ban đầu có cấu trúc chính để bái đường cao 70 mét (229 ft) nhưng hiện nay cấu trúc này đã không còn nguyên vẹn, chỉ còn lại những cột trụ chính của cấu trúc. Tiếp đó là một khán phòng (Jagamohana) cao 30 mét hiện nay vẫn còn tồn tại, và là cấu trúc chính trong tàn tích còn xót lại. Ngôi đền thờ còn nổi tiếng với tác phẩm điêu khắc Maithuna.